# Van Noordtstraat

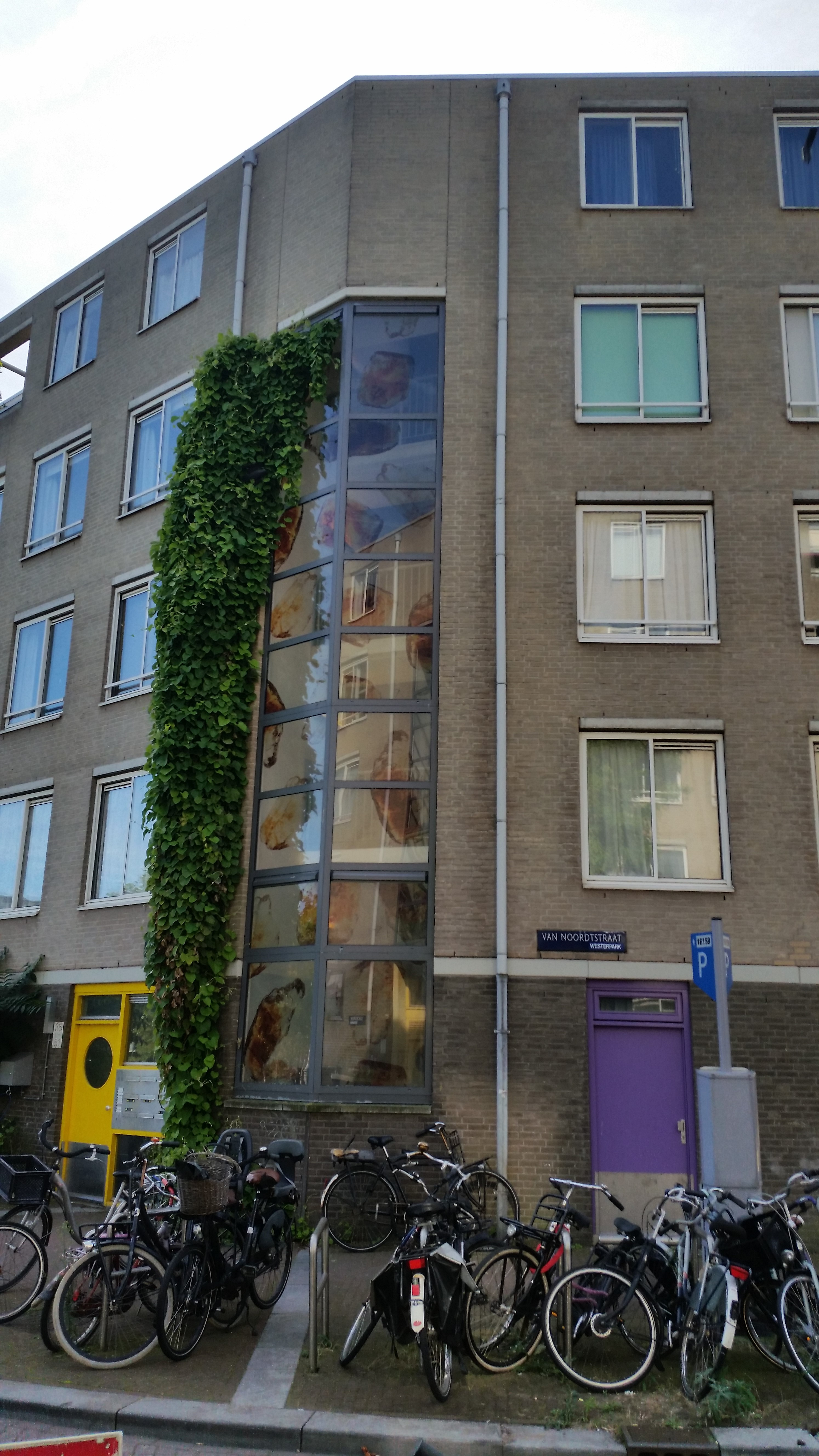
Hoek Van Noordtstraat (rechts) en Suikerplein (links) met bewerking glaspartij (september 2019)

De Van Noordtstraat is een straat in Amsterdam-West, Spaarndammerbuurt/Zeeheldenbuurt.

## Geschiedenis en ligging
Het korte straatje kreeg per raadsbesluit van 18 juli 1919 haar naam. Ze liep toen al jaren van de Spaarndammerstraat naar de Van Noordtkade/Van Noordtgracht die al in 1878 hun naam kregen. Straat, kade en gracht zijn vernoemd naar ontdekkingsreiziger Olivier van Noort. De straat diende middels brug 154 als toegang tot de terreinen van de Wester Suikerraffinaderij die aan de kade en gracht lag. In 1983/1984 werd de buurt gesaneerd en de raffinaderij werd gesloopt. Het westelijke deel van de kade en gracht werden naar het oosten verlegd. Dit betekende dat er ruimte werd geschapen voor een pleintje in de buurt; het Suikerplein, vernoemd naar de fabriek. In brug 1909 behield de straat een verbinding met de kade.
Naar de westkant kreeg de Van Noordtstraat in de Assendelftstraat (vroeger Tweede Spaarndammerdwarsstraat geheten) een verlenging, die echter niet recht tegenover de Van Noordtstraat ligt. 

## Gebouwen
De straat heeft slechts vier oneven huisnummers 1, 5, 7, 9. De appartementen behorend bij 5 en 9 (A tot en met W) kennen lettertoevoegingen per appartement. De even huisnummers lopen op van 4 tot en met 46. De even huisnummers lopen daarbij door tot een pleintje dat voor het gevoel deel uitmaakt van de Spaarndammerstraat, maar adressen kreeg aan de Van Noordtstraat. Een groot deel van de bebouwing dateert vanuit de sanering, maar de huizen 7 en 9 komen uit 1883 (aldus de gemeente) of 1901 (volgens Abbinx & Co); zij werden in 2011 grondig gerenoveerd en er werden delen nieuwbouw aan toegevoegd. Het complex draagt sindsdien de naam De Zoete Haring, naar een visverkoper die er langere tijd zijn nering hield. Van Noordtstraat 5 dateert uit 2017 toen een nog braakliggend stuk straat werd opgevuld. Aan de nieuwbouw was een maximale hoogte gesteld vanwege de overige bouw in de buurt. Architectenbureau KAW ontwierp een gebouw met diverse metselverbanden met een stalen portaal en lateien, die het pand een uiterlijk geven van 19e-eeuwse bebouwing. Het geheel werd veelal uit geprefabriceerde elementen opgebouwd omdat de werkruimte om te bouwen hier beperkt is.

## Kunst
In deze korte straat bevindt zich geen kunst in de openbare ruimte, maar wel twee kunstobjecten die vanuit die openbare ruimte zichtbaar zijn. Op diverse gebouwhoeken zijn in de glaspartijen beeltenissen te zien van suikerkristallen met hun weerspiegeling op muren. Deze verwijzen naar de Wester Suikerraffinaderij. Het tweede is getiteld Dubbel glas van Marjet Wessels Boer. 